# 발데마르 프실란데르

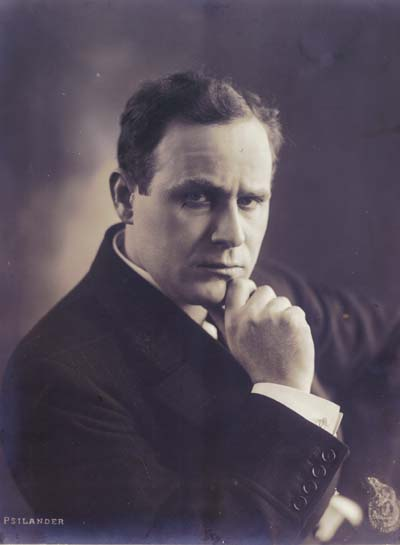

발데마르 프실란데르(Valdemar Psilander, 1884년 5월 9일~1917년 3월 6일) 덴마크 무성영화 배우. 덴마크 무성영화 시기에가장 급여가 높은 배우.
15세에 연극을 데뷔했고,1910년 덴마크 영화, Dorian Grays Portræt(도리안 그레이의 초상화)는 그의 영화 데뷔작. 당대 최고 덴마크 여배우, Asta Nielsen과 공연한적도 있다.
1917년 코펜하겐의 브리스톨 호텔에서 시체로 발견되었다.